# Belomicrus borealis
Belomicrus borealis är en stekelart som beskrevs av Runar Forsius 1923. Belomicrus borealis ingår i släktet Belomicrus, och familjen Crabronidae. Enligt den finländska rödlistan är arten starkt hotad i Finland. Arten är reproducerande i Sverige. Artens livsmiljö är åsmoskogar.